# Sara Tavares
Sara Alexandra Lima Tavares (Lisboa, 1 de fevereiro de 1978 – Lisboa, 19 de novembro de 2023) foi uma cantora e compositora portuguesa de ascendência cabo-verdiana. 
Tornou-se conhecida, primeiramente, como vencedora do concurso Chuva de Estrelas em 1994. Nesse ano, também venceu o Festival da Canção.
Deixou cinco álbuns de estúdio: Sara Tavares e Shout! (1996), Mi Ma Bô (1999), Balancê (2005), Xinti (2009) e Fitxadu (2017). A sua carreira também ficou marcada por inúmeras colaborações com outros músicos, incluindo Ala dos Namorados, Buraka Som Sistema, Carlão, Filarmónica Gil, Júlio Pereira, Nelly Furtado, Richie Campbell, Tiago Bettencourt, entre outros.

## Biografia
Sara Tavares, de ascendência cabo-verdiana, nasceu em 1978, na cidade de Lisboa. Sara ganhou a final da 1.ª edição (1993/1994) do concurso Chuva de Estrelas, da SIC, onde interpretou um tema de Whitney Houston.
Foi convidada por Rosa Lobato de Faria para participar no Festival RTP da Canção de 1994 com a canção "Chamar a Música". A canção recebeu o máximo de pontuação de todos os jurados, ganhando assim um lugar no Festival Eurovisão da Canção de 1994, onde alcançou a 8.ª posição.
Em 1996, editou o seu primeiro álbum, que contou com a colaboração do coro Shout!. Dá a voz à música "Longe do Mundo" (uma adaptação de "God Help The Outcasts"), para o filme da Disney, O Corcunda de Notre Dame, que viria a merecer uma menção honrosa da Disney como a melhor versão internacional de "God Help The Outcasts".
Na Expo'98, Sara Tavares participou no espectáculo de homenagem a Gershwin, ao lado da Rias Big Band Berlin. Colaborou entretanto no grande sucesso da banda Ala dos Namorados, "Solta-se o Beijo".
Em 1999 editou o álbum Mi Ma Bô, um disco mais maduro e com mais ligação às suas raízes.
Gravou "Saiu Para A Rua" para um disco de homenagem a Rui Veloso, editado em 2000. No ano seguinte colaborou com Nuno Rodrigues no disco "Canções de Embalar". Colaborou com Joy Denalane na canção "Vier Frauen", de 2002.
Em 2003, colaborou com Júlio Pereira no álbum Faz de Conta. Gravou uma nova versão de "Nova Feira da Ladra" de Carlos do Carmo. Em 2005 colaborou com a Filarmónica Gil.
O álbum "Balancê", editado pela World Connection, em Novembro de 2005, foi considerado um dos melhores álbuns do ano por parte da crítica, tendo alcançado o disco de ouro. Com a canção "Bom Feeling" dá a cara pelo Millenium BCP. Através da campanha, num investimento de 3 milhões de euros, 40 mil CDs da cantora foram distribuídos aos clientes do banco.
Retomou a colaboração com Júlio Pereira em 2007. Colaborou também com Tiago Bettencourt e Uxia. Em 2008, lançou o DVD Alive in Lisboa. No ano de 2009, regressou aos originais, com o álbum Xinti.
Gravou "The Most Beautiful Thing" com Nelly Furtado, tema que foi incluído no 5.º álbum de estúdio da luso-canadiana, The Spirit Indestructible, lançado em 2012. Entrou também em discos de Buraka Som Sistema, Luiz Caracol, Carlão, António Chainho e Richie Campbell.
Em 2013, uma versão sua do tema "Problema de Expressão", dos Clã, serviu como canção de apresentação do álbum de covers Voz e Guitarra 2.
Em 2016, mostrou "Coisas Bunitas", single do último álbum de originais da cantora, Fitxadu, lançado em 2017.
Em 2024 recebe, a título póstumo, a medalha de mérito cultural da cidade de Lisboa.

## Vida pessoal
Em 2021, revelou publicamente que aos 24 anos percebeu que era bissexual.

## Morte
A 19 de novembro de 2023, a cantora morreu no Hospital da Luz, em Lisboa, vítima de um tumor cerebral, diagnosticado catorze anos antes da sua morte.

## Discografia
Entre a sua discografia encontram-se:
- Sara Tavares e Shout! (CD, BMG, 1996) - Com os Shout![14]
- Mi Ma Bô (CD, BMG, 1999)[15]
- Balancê (CD, World Connection, 2005)
- Alive in Lisboa (2CD+1DVD World Connection 2008)
- Xinti (CD, World Connection, 2009)
- Fitxadu (CD, Sony Music, 2017)[16]

### Singles
- Chamar a Música (Single, BMG, 1993)
- Pirilampo (Single, 1997) - Com os Shout!
- Fix Me Jesus/Oh Happy Day (Single, BMG, 1996) - Com os Shout!
- Nha Cretcheu (Meu Amor) (Single, BMG, 1999)
- Eu Sei (Single, BMG, 1999)
- Balancê (Single, World Connection, 2007)
- Bom Feeling (Single, World Connection, 2007)
- Ponto de Luz (Single, World Connection, 2009)
- Coisas Bunitas (Single, Sony Music, 2016)[17]
- Brincar de Casamento (Single, Sony Music, 2017)

### Compilações
- Chuva de Estrelas (1994) - One Moment In Time[18]
- O Corcunda de Notre-Dame (1994) - Longe do Mundo
- Vinte Anos Depois de Ar de Rock (2000) - Saiu Para a Rua
- Canções de Embalar (2001) - Que Nome Lhe Vamos Dar/Lindas Meninas[19]
- Novo Homem Na Cidade (2004) - Nova Feira da Ladra

### Colaborações
- Vozes da Rádio [Mappa do Coração] (1997) - Para te ter aqui
- Ala dos Namorados (1999) - Solta-se o Beijo
- Dany Silva (1999)
- Herman José (1999) - Holy Night
- Nuno Guerreiro - Tu Podes Dar
- Joy Denalane (2002) - Vier Frauen
- Júlio Pereira [Faz de Conta] (2003) - Elefantinho
- Paulo Flores
- Filarmónica Gil (2005) - Se Eu Soubesse (O Que Sei Hoje)
- Tiago Bettencourt - Canção Simples (2007)
- Júlio Pereira [Geografias] (2007)
- Uxía (2008)
- Rão Kyao - Ponto de Luz (2009)

- Júlio Pereira [Graffiti] (2010) - Diz Que Diz[20]
- Buraka Som Sistema (2011) - Voodoo Love
- Nelly Furtado (2012) - The Most Beautiful Thing
- Luiz Caracol (2013) - Tava Na Tua
- António Chainho (2015) - Rumo Di Mar
- Carlão (2015) - Krioula / Blá, Blá, Blá
- Richie Campbell (2015) - Knock Me Out
- Slow J [You Are Forgiven] (2019) - Também Sonhar

## Homenagens
- Coisas Bunitas - Celebrar Sara Tavares (15/04/2025) [21]: Espetáculo da RTP gravado no Coliseu dos Recreios de Lisboa com a equipa de músicos e técnicos de Sara Tavares e outros convidados, como Ana Moura, Capicua, Carlão, Dino D" Santiago, Djodje, Ivandro, Luiz Caracol, Lura, Miroca Paris, Nancy Vieira, Nenny, Richie Campbell, Samuel Úria, Selma Uamusse, Slow J e Toty Sa"med.